# Thuận Quý
Thuận Quý là một xã thuộc huyện Hàm Thuận Nam, tỉnh Bình Thuận, Việt Nam.
Xã Thuận Quý có diện tích 50,99 km², dân số năm 1999 là 2273 người, mật độ dân số đạt 45 người/km².